# کاوالیو-سپوچیا
کاوالیو-سپوچیا (به ایتالیایی: Cavaglio-Spoccia) یک کومونه در ایتالیا است که در استان وربانو-کوزیو-اوسولا واقع شده‌است.

## خصوصیات
کاوالیو-سپوچیا ۱۸٫۲ کیلومترمربع مساحت و ۲۷۳ نفر جمعیت دارد و ۶۹۷ متر بالاتر از سطح دریا واقع شده‌است.